# Ludvig Norman
Ludwig Norman, all'anagrafe Fredrik Vilhelm Ludvig Norman (Stoccolma, 28 agosto 1831 – Stoccolma, 28 marzo 1885), è stato un compositore, pianista, direttore d'orchestra e insegnante di musica svedese.
Con Franz Berwald e Adolf Fredrik Lindblad è considerato tra i sinfonisti svedesi più importanti del XIX secolo.
Norman nacque a Stoccolma e cominciò la propria formazione musicale con Lindblad e successivamente studiò al Conservatorio di Lipsia dal 1848 al 1852, dove conobbe Robert Schumann. Dal 1857 insegnò all'Accademia musicale reale di Stoccolma e nel 1860 divenne direttore della Nya harmoniska sällskapet, ottenendo il posto di Kapellmeister dell'Opera reale svedese l'anno seguente. Dopo il 1881 condusse i concerti corali del Musikvorenigen. Nel 1864 si sposò con la celebre violinista Wilma Neruda. Il loro figlio Ludwig Norman-Neruda fu un famoso alpinista.
Come direttore è ricordato per aver eseguito per la prima volta in assoluto la Sinfonia n. 4 di Franz Berwald il 9 aprile 1878,
Scrisse opere di svariati generi, tra cui quattro sinfonie, quattro ouverture, musiche di scena per quattro opere teatrali, cantata e musica da camera, nonché un gran numero di lieder e composizioni per coro.
Fu inoltre il dedicatario di un ottetto per archi di Woldemar Bargiel.
Morì a Stoccolma nel 1885.

## Opere
Musica orchestrale
- Sinfonia n. 1 in fa maggiore Op. 22 (1857)
- Sinfonia n. 2 in mi bemolle maggiore Op. 40 (1871)
- Sinfonia n. 3 in re minore Op. 58 (1881)
- Ouverture da concerto in mi bemolle maggiore Op. 21 (1856)
- Ouverture per l'Antonio e Cleopatra di Shakespeare Op. 57 (1881)
- Ouverture festiva in do maggiore Op. 60 (1882)
- Concertstück per pianoforte e orchestra Op. 54 (rev. 1880)

Musica da camera
- Trio per pianoforte n. 1 in re Op. 4 (1849, pubbl. 1853)[4]
- Trio per pianoforte n. 2 in si minore Op. 38[5]
- "5 Tonbilder im Zusammenhange" per violino e pianoforte Op.6 (1851, pubbl. 1854)
- Sonata per violino e pianoforte in re minore Op. 3 (1848, pubbl. 1852)[4]
- Quartetto per pianoforte in mi minore Op. 10
- Sestetto per archi in la maggiore Op. 18
- Sestetto per pianoforte e archi in la minore Op. 29
- Sonata in sol minore per viola e pianoforte Op. 32
- Ottetto per archi in do maggiore Op. 30
- Sonata in re maggiore per violoncello e pianoforte Op. 28
- Quartetto per archi n. 1 in mi bemolle maggiore (1848)
- Quartetto per archi n. 2 in mi maggiore Op. 20 (1855)(pubblicato nel 1882)[6]
- Quartetto per archi n. 4 in re minore Op. 24[7] (1858)
- Quartetto per archi n. 5(?) in do maggiore Op. 41/42 (cominciato nel 1871, terminato nel 1883)[8]
- Quartetto per archi n. 6 in la minore Op. 65 (1884, pubbl. 1887)[4][9]
- Quintetto per archi in do minore Op. 35